# Vincenzo Demetz
Vincenzo Demetz, auch Zenz de Tita d’Odl genannt, (* 10. Oktober 1911 in St. Christina in Gröden; † 23. November 1990 ebenda) war ein italienischer Skilangläufer aus Gröden.
Er war Großvater der italienischen Biathletin Michela Ponza.

## Italienmeisterschaften
Demetz wurde 1935 Italienmeister in Cortina d’Ampezzo.

## Weltmeisterschaften
Bei den Skiweltmeisterschaften 1937 in Chamonix gewann er jeweils eine Bronzemedaille im 50-km-Lauf und in der 4 × 10-km-Staffel mit Giulio Gherardi, Aristide Compagnoni und Silvio Confortola. Im 18-km-Lauf kam er auf Platz 8.
Bei den Nordischen Skiweltmeisterschaften 1938 in Lahti Finnland errang er mit der italienischen Staffel im 4 × 10-km-Staffellauf Platz 6 und im 18-km-Lauf Platz 34.
Bei den Nordischen Skiweltmeisterschaften 1939 in Zakopane platzierte er sich jeweils als 12. im 18- und 50-km-Lauf.

## Olympische Winterspiele
Die IV. Olympischen Winterspiele fanden 1936 in Garmisch-Partenkirchen statt.
Vincenzo Demetz lief dort mit der italienischen Staffel (Giulio Gerardi, Severino Menardi, Vincenzo Demetz, Giovanni Kasebacher), wo das Team Platz 4 im 4 × 10-km-Staffelrennen erreichte. Er selbst erreichte Platz 13 im 18-km-Lauf und Platz 16 im 50-km-Lauf.

## Ehrungen
- Cavaliere della Repubblica Italiana 1965